# Абикаєв Нуртай Абикайович
Нуртай Абикайович Абикаєв — казахський політик, голова Комітету національної безпеки Казахстану. Раніше він був Надзвичайним і Повноважним Послом Казахстану в Російській Федерації і перед цим головою Сенату Казахстану з 2004 до 2007. Він упродовж тривалого часу є другом і помічником президента Нурсултана Назарбаєва та розглядається як лідер одного з політичних «кланів», які складають еліту Казахстану.